# MAZ-515
Der Lkw MAZ-515 (russisch МАЗ-515) ist ein Lkw-Typ des sowjetischen Fahrzeugherstellers Minski Awtomobilny Sawod. Das Fahrzeug basiert technisch auf dem Dreiachser MAZ-514 und gehört ebenso wie dieser zur MAZ-500-Fahrzeugfamilie.

## Fahrzeughistorie
Bereits 1965 wurde bei MAZ der erste Prototyp einer schweren dreiachsigen Zugmaschine gefertigt, der die Modellnummer MAZ-515 erhielt. Er beruhte auf dem MAZ-514, ebenfalls ein Prototyp einer dreiachsigen Version des MAZ-500. Im Gegensatz zum MAZ-514 war der MAZ-515 bereits mit einem JaMZ-238 V8-Dieselmotor mit 240 PS (177 kW) ausgestattet. Beide Fahrzeuge gingen nicht in Serie, wozu verschiedene technische Probleme beitrugen. Insbesondere die schlechte Verfügbarkeit ausreichend starker Motoren spielte eine Rolle. So wurden nur wenige Exemplare des Prototyps für Testzwecke gebaut. Er war für Sattelauflieger von 25 Tonnen Gesamtgewicht ausgelegt.
Um das Jahr 1970 griff man die Idee mit einem weiteren Prototypen MAZ-515A wieder auf. Die wieder mit einem JaMZ-238-Dieselmotor ausgestattete Zugmaschine erhielt bereits das überarbeitete Fahrerhaus des MAZ-500A. Ebenso wie beim -500A wurde der Radstand um 100 Millimeter verlängert. Eine Serienfertigung erfolgte jedoch immer noch nicht.
Ab 1973, nach anderen Quellen auch 1974, wurden die Fahrzeuge als MAZ-515B in Serie produziert. Ein zusätzlicher Dieseltank wurde hinter der Kabine angebracht, außerdem bestand nun die Möglichkeit das Fahrzeuginnere durch eine Klimaanlage zu kühlen. 1977 folgte eine grundlegende Überarbeitung, wie in der gesamten Fahrzeugfamilie. Die Kabine stammte nun vom neuen MAZ-5335, leicht daran zu erkennen, dass die Frontscheinwerfer in die Stoßstange integriert wurden. Auf eine Umbenennung hin zu einem vierstelligen Fahrzeugcode wurde jedoch offenbar verzichtet. Ende der 1970er Jahre wurde die Produktion eingestellt. Insgesamt wurden von den dreiachsigen Typen MAZ-514, MAZ-515 und MAZ-516 nur 1000 bis 1500 Exemplare gebaut. Die Produktionszahlen der Zugmaschine blieben so gering, da man von Anfang an bereits den Nachfolger MAZ-6422 in Planung hatte, der ein paar Jahre später tatsächlich in die Großserienfertigung ging.
Irgendwann im Laufe der kurzen Produktionszeit wurde damit begonnen, eine leistungsgesteigerte Variante des JaMZ-238-Dieselmotors mit 300 PS (221 kW) zu verbauen. Wann dies genau passierte ist unklar.
Ebenfalls in den 1970er Jahren gab es noch eine weitere Experimentalversion, welche unter anderem geänderte Scheinwerfer aufwies. Sie wurde als MAZ-515W bezeichnet, gelangte jedoch nie in die Serienfertigung.

## Technische Daten

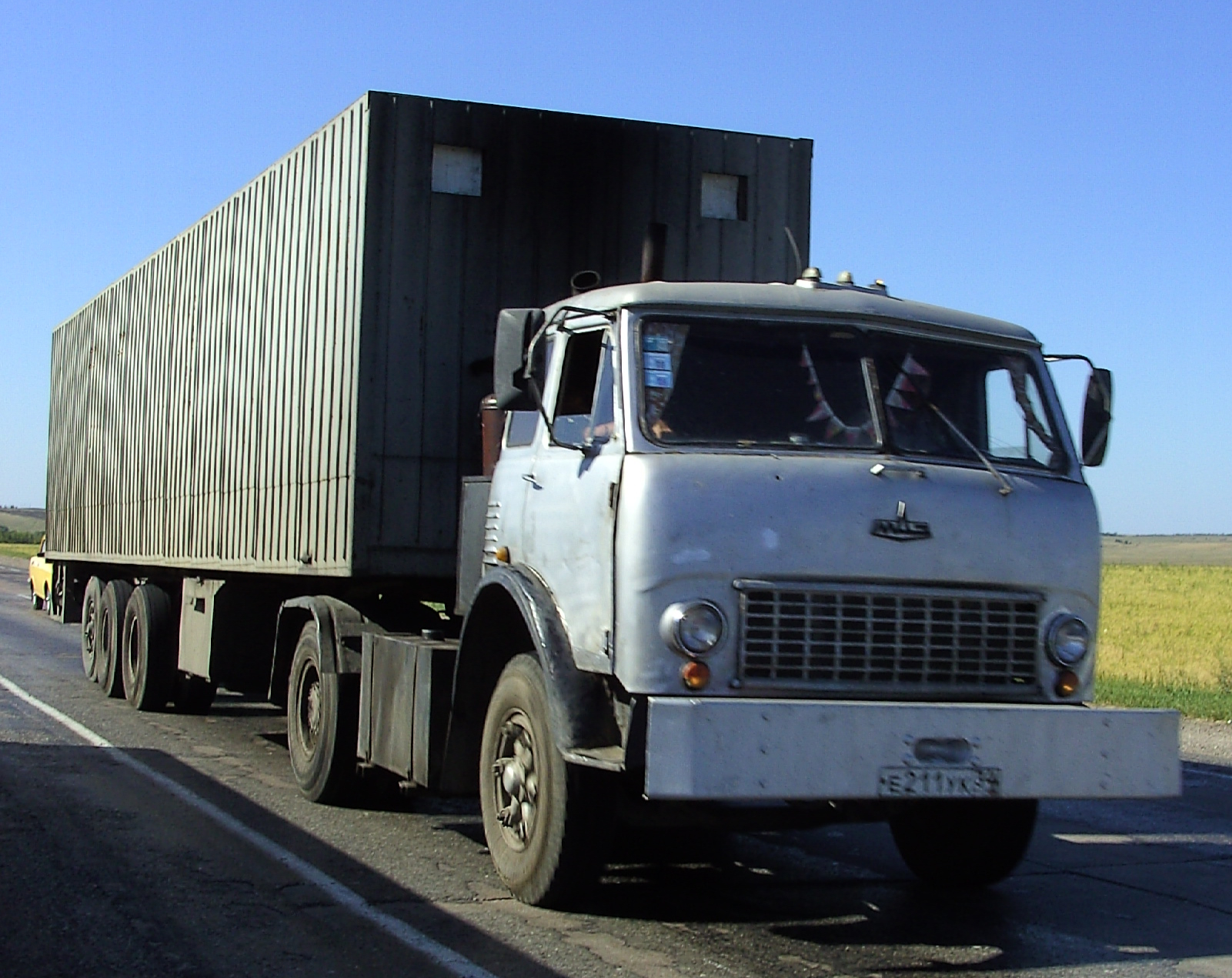
Ein MAZ-504, die zweiachsige Version des MAZ-515 (2006)

Für den Prototyp MAZ-515A.
- Motor: V8-Dieselmotor
- Motortyp: JaMZ-238
- Leistung: 240 PS (177 kW)
- Hubraum: 14,86 l
- Antriebsformel: (6×4)

Abmessungen und Gewichte
- Länge: 7040 mm
- Breite: 2500 mm
- Höhe: 2695 mm
- Radstand: 3500 mm + 1400 mm
- Maximale Anhängelast: 31,7 t